# Badlands-Observatorium
| Entdeckte Asteroiden: 15 | Entdeckte Asteroiden: 15 |
| ------------------------ | ------------------------ |
| (26715) South Dakota     | 16. April 2001           |
| (51570) Phendricksen     | 17. April 2001           |
| (51772) Sparker          | 16. Juni 2001            |
| (54720) Kentstevens      | 15. Mai 2001             |
| (63528) Kocherhans       | 13. August 2001          |
| (82361) 2001 MV6         | 23. Juni 2001            |
| (94291) Django           | 21. Februar 2001         |
| (134973) 2001 FA         | 16. März 2001            |
| (160882) 2001 PC29       | 15. August 2001          |
| (208349) 2001 RX10       | 11. September 2001       |
| (220245) 2002 XR45       | 10. Dezember 2002        |
| (222433) 2001 QB         | 16. August 2001          |
| (241780) 2001 OK         | 17. Juli 2001            |
| (252591) 2001 XO1        | 9. Dezember 2001         |
| (315495) 2008 AQ3        | 10. Januar 2008          |

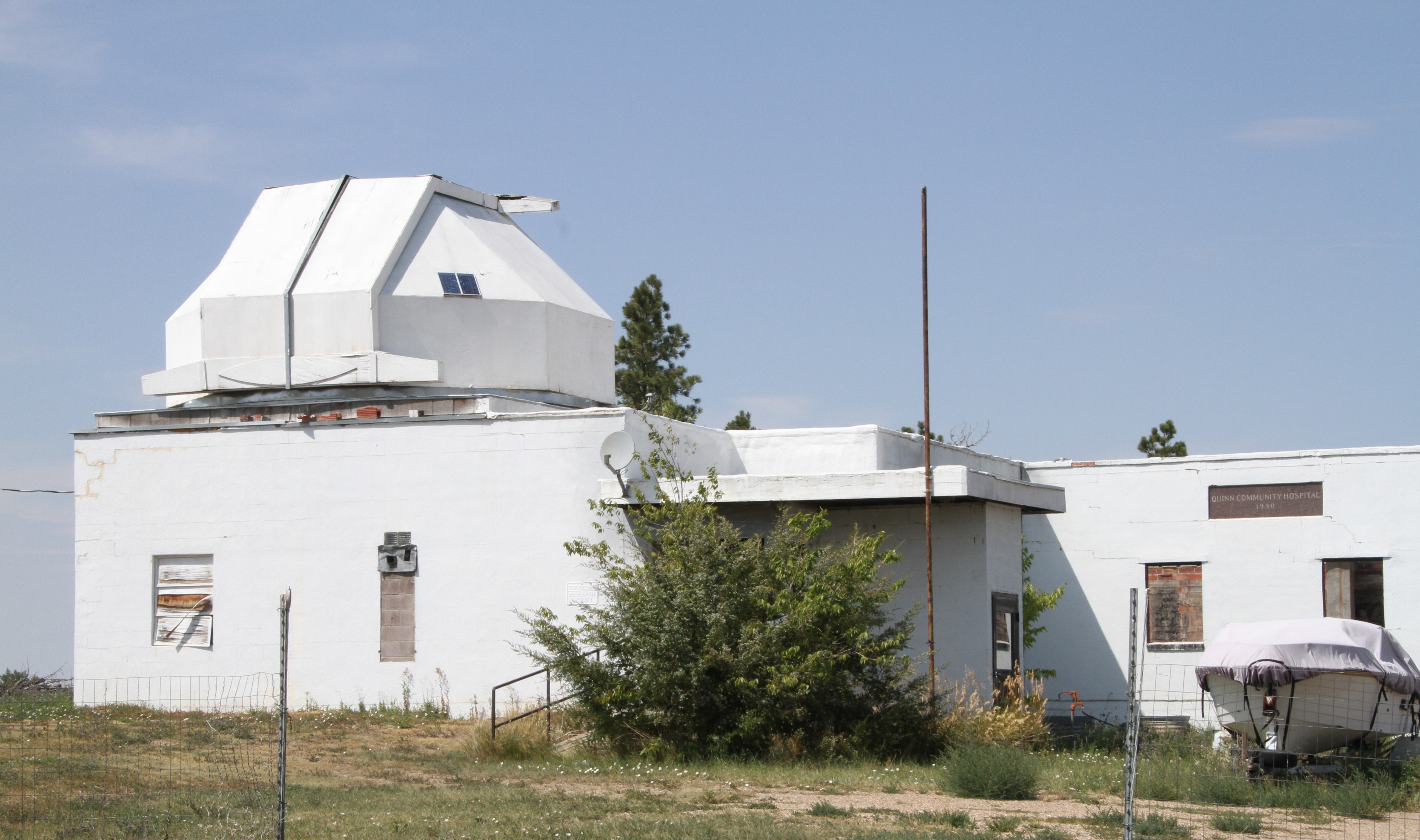
Das Badlands-Observatorium wurde 1950 als Quinn Community Hospital in Quinn, South Dakota, gebaut

Das Badlands-Observatorium (Badlands Observatory) ist eine Sternwarte in South Dakota. Es wurde im Jahr 2000 durch Ron Dyvig vom Kitt-Peak-Nationalobservatorium gegründet und wird durch die Black Hills Astronomical Society betrieben.
Es ist in der Ortschaft Quinn im Pennington County von South Dakota beheimatet und trägt die IAU-Nummer 918.
Als Hauptinstrument dient ein Spiegelteleskop mit einem Durchmesser von 66 cm.